# Melanitis geluna
Melanitis geluna är en fjärilsart som beskrevs av Hans Fruhstorfer 1908. Melanitis geluna ingår i släktet Melanitis och familjen praktfjärilar. Inga underarter finns listade i Catalogue of Life.